# Фор Колињи
Фор Колињи (фр. Fort Coligny) је била тврђава коју је основао француски витез Николас Дуран Де Вилгањон у предјелу данашњег Рио де Жанеира 1555. године, чиме је основан и тзв. Француски Антарктик, пропала француска колонија.
Тврђава је првобитно била намијењена за одбрану од бразилских индијанаца и португалаца и налази се на самом улазу у Гуанабара залив, на острву Serigipe. Име је добила по Вилгањоновом великом пријатељу, адмиралу Колињиу. Острво, иначе скоро у потпуности огољено, служило је сврси, будући да је било близу копна, једноставно је могло да се брани и са мора и са копна. 
Када су 1560. године, поморске трупе тадашњег португалског гуврнера Бразила, Мем де Саа уништиле тврђаву Вилгањон, њен оснивач, је већ био у Француској.
По оснивању Рија, од стране Мемовог братића, Естасија де Саа, протјерани су сви Французи и нова тврђава је подигнута, овај пут португалска. Нова тврђава је саграђена 1567. године и са друге двије тврђаве, на другој страни залива, служила је за одбрану залива унакрсном ватром. Тврђава је скоро у потпуности срушена за вријеме морнаричке побуне из 1893. године, под називом Револта да Армада. Данас се на овом острву, преименованом у Вилгањон, налази поморска школа. Острво је данас повезано са копном.

## Видјети и
- Историја Француске
- Рио де Жанеиро